# West Side Story (2021)
West Side Story (mesmo título em Portugal; bra: Amor, Sublime Amor) é um filme musical de romance e drama estadunidense dirigido e coproduzido por Steven Spielberg, com roteiro de Tony Kushner e coreografia de Justin Peck. É uma adaptação do musical homônimo de 1957, de Arthur Laurents, Leonard Bernstein e Stephen Sondheim, que é vagamente baseado em Romeu e Julieta, de Shakespeare. Espera-se que o roteiro do filme se aproxime mais do roteiro da Broadway do que da adaptação de 1961 dirigida por Robert Wise e Jerome Robbins. O filme é estrelado por Ansel Elgort e Rachel Zegler, ao lado de Ariana DeBose, David Alvarez, Mike Faist, Corey Stoll e Brian d'Arcy James, bem como Rita Moreno, estrela do filme original de 1961.
Produzido pela Amblin Entertainment, West Side Story foi lançado pela 20th Century Studios nos Estados Unidos em 10 de dezembro de 2021.

## Sinopse
Os adolescentes Tony e Maria, apesar de terem afiliações com gangues de rua rivais, os Jets brancos e os Tubarões de Porto Rico, se apaixonam na cidade de Nova York dos anos 1950.

## Elenco
- Ansel Elgort como Tony
- Rachel Zegler como Maria
- Ariana DeBose como Anita
- David Alvarez como Bernardo
- Mike Faist como Riff
- Corey Stoll como tenente de polícia Schrank
- Brian d'Arcy James como Sargento de Polícia Krupke
- Rita Moreno como Valentina
- Curtiss Cook como Abe
- Iris Menas como Anybodys

## Produção

### Desenvolvimento
Em março de 2014, Steven Spielberg expressou pela primeira vez interesse em dirigir um remake de West Side Story. Isso levou a 20th Century Fox a adquirir os direitos do projeto. Tony Kushner, que trabalhou anteriormente com Spielberg em Munique (2005) e Lincoln (2012), revelou em uma entrevista de julho de 2017 que estava escrevendo o roteiro do filme, afirmando que deixaria os números musicais intactos e que a história seria mais parecido com o musical original do que com o filme de 1961. Em uma entrevista de 2020, Spielberg disse à Vanity Fair: "West Side Story foi na verdade a primeira música popular que nossa família permitiu que entrasse em casa. Eu ... me apaixonei completamente por isso quando era criança."

### Pré-produção
Em janeiro de 2018, foi anunciado que Spielberg provavelmente dirigiria o filme após a conclusão das filmagens de um quinto filme da franquia Indiana Jones. Isto foi seguido alguns dias depois com uma chamada aberta para os personagens Maria, Tony, Anita e Bernardo. Chamadas de elenco aberto adicionais foram realizadas na cidade de Nova York em abril, e em Orlando, Flórida em maio. Em julho, o quinto filme de Indiana Jones foi adiado, permitindo que Spielberg começasse a pré-produção de West Side Story.
Justin Peck foi contratado para coreografar o filme em setembro de 2018, com Ansel Elgort escalado para o filme como Tony. Em novembro, Eiza González surgiu como uma candidata ao papel de Anita. Rita Moreno, que interpretou Anita no filme de 1961, foi escalada como Valentina, uma versão retrabalhada do personagem Doc. Em janeiro de 2019, a estreante Rachel Zegler foi escalada para o papel principal de Maria, com Ariana DeBose, David Alvarez e Josh Andrés Rivera também escalados como Anita, Bernardo e Chino, respectivamente. Em março de 2019, Corey Stoll e Brian d'Arcy James se juntaram ao elenco. Um mês depois, o resto do elenco formado pelas gangues Jets e Sharks foi anunciado.

### Filmagens
As filmagens ocorreram no Harlem e em outras locações de Manhattan e em Flatlands, Brooklyn, em Nova York em julho de 2019. Houve dez dias de filmagem em Paterson, Nova Jérsia, onde um cenário ao ar livre foi construído, em agosto de 2019. As filmagens também aconteceram em Newark e outras partes do condado de Essex, Nova Jérsia. As filmagens terminaram em 27 de setembro de 2019.

## Música
O compositor David Newman arranjou e adaptou a trilha sonora original de Bernstein para o filme. Gustavo Dudamel, diretor musical da Filarmônica de Los Angeles, conduziu a orquestra durante as sessões de gravação do filme, com Jeanine Tesori atuando como treinadora vocal.

## Lançamento
West Side Story foi inicialmente programado para ser lançado nos Estados Unidos em 18 de dezembro de 2020, pela 20th Century Studios. No entanto, em setembro de 2020, devido à pandemia contínua de COVID-19, a empresa-mãe Disney adiou a data de lançamento para 10 de dezembro de 2021, o que coincidiria com o 60º aniversário do lançamento do filme original de 1961.